# Wielkie Oczy
Wielkie Oczy is een dorp in het Poolse woiwodschap Subkarpaten, in het district Lubaczowski. De plaats maakt deel uit van de gemeente Wielkie Oczy en telt 880 inwoners.